# Острова Роутан
Острова Роутан — острова в Восточно-Сибирском море. Расположены в Чаунской губе, на семидесятой широте, всего в 5 км от Певека, от которого отделены проливом Певек. Остров Айон лежит в противоположной стороне Чаунской губы, в 24 км к западу.
Территориально относятся к Чаунскому району Чукотского автономного округа.

## Этимология

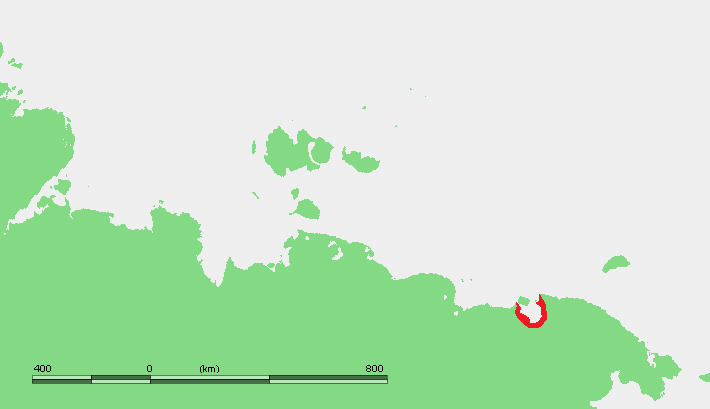
Расположение Чаунской губы

Чукотский топоним Ровтын буквально означает «место вылазки зверей», от чук. ровт- «вылезать на сушу».

## Входящие острова
- Остров Большой Роутан 69°45′07″ с. ш. 170°08′10″ в. д.HGЯO имеет почти треугольную форму. Его размеры 9,5 км на 4,5 км. Площадь 33,7 км²[2].
- Остров Малый Роутан 69°41′35″ с. ш. 170°04′05″ в. д.HGЯO гораздо меньше, находится в 1 км к западу от самой южной точки Большого Роутана. Его длина всего 1,3 км.

Разделены проливом Иванова. На Большом Роутане находится небольшая полярная станция. Возраст торфяников на прибрежных равнинах острова Большой Роутан равен 22 890 ± 640 лет (Tln-105). Имеется несколько озёр, самые крупные из которых — Круглое и Водовозное.
На Малом Роутане одно крупное озеро в южной части — Гусиное.

## История
Открыты в марте 1821 года Экспедицией Колымского отряда во главе с Фердинандом Врангелем.